# Zombieland
Zombieland (no Brasil, Zumbilândia; em Portugal, Bem-vindo a Zombieland) é um filme americano de comédia de terror lançado em 2 de outubro de 2009, nos Estados Unidos. No Brasil, foi lançado em 29 de janeiro de 2010. O filme foi dirigido por Ruben Fleischer, produzido por Gavin Polone, e roteirizado por Rhett Reese e Paul Wernick. O enredo acompanha alguns sobreviventes que tentam encontrar um lugar seguro em um mundo pós-apocalíptico dominado por zumbis.
É estrelado por Woody Harrelson, Jesse Eisenberg, Emma Stone e Abigail Breslin, com participação especial de Bill Murray, e teve sua continuação em 2019, Zombieland: Double Tap.

## Enredo
Dois meses se passaram desde que uma cepa mutante do mal da vaca louca se transformou em "doença da pessoa louca", que logo se tornou "doença do zumbi louco", acabando com mais da metade da população dos Estados Unidos e transformando-os em zumbis. Os sobreviventes da epidemia aprenderam que o melhor é não ter envolvimento com os outros, especialmente emocional, já que qualquer um pode morrer a qualquer momento. Sendo assim, os que ainda restaram passam a usar nomes de cidades conhecidas. O estudante universitário Columbus (Jesse Eisenberg) está indo do seu dormitório da faculdade em Austin, Texas, para Columbus, Ohio atrás dos seus pais. Durante a viagem, encontra Tallahassee (Woody Harrelson), um outro sobrevivente que é particularmente violento na sua maneira de lidar com zumbis. Embora não pareça ser sociável, Tallahassee resolve dar carona para Columbus. Neste momento, o personagem revela que perdeu seu "filhote" para zumbis, e que tem uma afinidade com bolinhos, que ele desesperadamente tenta encontrar.
Ao chegarem em um mercado, eles encontram Wichita (Emma Stone) e sua irmã mais nova Little Rock. As garotas enganam os dois ao fingirem que Little Rock foi mordida, e roubam suas armas e seu veículo. Tempos depois, os dois encontram um novo veículo carregado com armas e seguem viagem. Ao verem seu antigo carro abandonado na estrada, Tallahassee resolve sair para investigar. No entanto, não passou de outra armadilha das irmãs, e Columbus acaba sendo rendido por Little Rock, que se escondeu no banco de trás. Logo depois de Tallahassee voltar para o carro, ela também o rende, e eles buzinam para chamar Wichita, que havia se escondido próximo à estrada. No percurso, Tallahassee pega sua arma de volta e é confrontado por Wichita, até que Columbus intervém, e diz que eles têm problemas maiores para se preocupar, resultando em uma desconfortável trégua entre eles. As irmãs revelam que estão indo para o Pacific Playland, um parque de diversões em Los Angeles - e uma área supostamente livre de zumbis. Durante uma discussão com Wichita, Columbus descobre que sua cidade natal foi destruída, e que seus pais provavelmente estão mortos. Wichita fica ressentida por ter dito isso a Columbus e passa a ser menos rígida com ele. Columbus resolve ficar com o grupo e acompanhá-los até a Califórnia. Ao longo da viagem, Columbus persiste na tentativa de impressionar e conquistar Wichita, por quem passa a ter uma queda.
Quando o grupo chega a Hollywood, Tallahassee os leva para a mansão de seu ídolo Bill Murray. Tallahassee e Wichita conhecem Bill, que também não está infectado, porém permanece disfarçado como um zumbi para que possa caminhar com segurança em torno da cidade (e jogar golfe). Bill é morto acidentalmente por Columbus, que atira nele, confundindo-o com um zumbi real, durante uma brincadeira enquanto assistia a Os Caça-Fantasmas com Little Rock. Columbus descobre durante uma partida de Monopoly, que Tallahassee não estava falando de seu cachorro, como ele havia pensado, e sim de seu jovem filho. Wichita torna-se cada vez mais atraída por Columbus, e Tallahassee passa a ter um relacionamento paternal com Little Rock. Durante uma conversa em um dos quartos da mansão, Columbus e Wichita dançam lentamente e quase se beijam. Apesar da atração de Wichita por Columbus, ela teme o apego e vai embora com Little Rock para o Pacific Playland na manhã seguinte. Columbus decide ir atrás Wichita e convence Tallahassee a acompanhá-lo.
No parque, as irmãs ativam a energia de todos os brinquedos e começam a desfrutar do lugar, mas acabam também, involuntariamente, chamando a atenção de todos os zumbis da área. Ao perceberem os zumbis, uma perseguição começa e, para evitar serem pegas, as irmãs entram na Torre de Queda Livre para continuarem longe dos zumbis. Ao atingirem o topo da torre, Little Rock atira no painel de controle do brinquedo, e as irmãs acabam ficando presas no alto. Tallahassee e Columbus chegam ao parque e as encontram. Tallahassee atrai os zumbis para longe da torre, criando uma distração para que Columbus possa chegar ao brinquedo. Tallahassee, eventualmente, se tranca em uma cabine de jogos, atirando em todos os zumbis que chegam próximo a ele. Columbus consegue chegar até a torre, porém, antes que pudesse salvar as irmãs, tem que encarar um dos seus maiores medos: palhaço, e o pior: um palhaço zumbi, e até mesmo mudar uma de suas regras de sobrevivência de não ser um herói, e sim tornar-se um. Após matar o palhaço, Columbus ativa o freio de emergência, fazendo com que o brinquedo desça de volta ao chão. Em agradecimento, Wichita o beija e revela se chamar Krista. Os três encontram Tallahassee, e Columbus, depois de ouvir um barulho, atira na porta do depósito da cabine de jogos, acidentalmente acertando a única caixa de bolinhos restante no parque. Após saírem da cabine, Little Rock entrega para Tallahassee um bolinho que havia encontrado. Por fim, Columbus percebe que agora ele tem o que sempre quis: uma família.

## Elenco
- Jesse Eisenberg como Columbus, jovem rapaz que vive sozinho em seu apartamento na faculdade, é um dos poucos sobreviventes do apocalipse.
- Emma Stone como Krista / Wichita, irmã mais velha de Little Rock. É uma das sobreviventes do apocalipse zumbi. Seu nome real é Krista.
- Woody Harrelson como Tallahassee, um homem que vem do Oeste e se junta a Columbus, Wichita e Little Rock durante o apocalipse.
- Abigail Breslin como Little Rock, irmã mais nova de Wichita. Com 12 anos, é a mais nova e doce, mas não tão inocente, do grupo.
- Amber Heard como 406, vizinha de Columbus na universidade e uma das primeiras vítimas do vírus no campus.
- Bill Murray como uma versão fictícia de si mesmo. Murray é ídolo de Tallahassee, que, junto ao grupo, invade a mansão de Bill em Los Angeles, encontrando-o fantasiado como zumbi. Bill se disfarça de zumbi para que possa se locomover pela cidade sem ser notado por outros infectados.

## Recepção

### Crítica
No agregador de críticas Rotten Tomatoes, o filme tem um índice de aprovação de 89% calculado com base em 257 comentários dos críticos que é seguido do consenso: "Incrivelmente engraçado e cheio de sangue, Zombieland é a prova de que o subgênero zumbi está longe de estar morto." Já no agregador Metacritic, com base em 31 opiniões de críticos que escrevem em maioria para a imprensa tradicional, o filme tem uma média aritmética ponderada de 73 entre 100, com a indicação de "revisões geralmente favoráveis." As audiências pesquisadas pela CinemaScore durante o fim de semana de abertura deram a Zombieland uma nota média de "A-" em uma escala de A+ a F.

### Bilheteria
Lançado em 2 de Outubro de 2009 nos Estados Unidos, o filme liderou as bilheterias durante o fim-de-semana de estreia, arrecadando 25 milhões de dólares.
Zombieland foi um sucesso comercial: o filme arrecadou $75,590,286 nos EUA e $102,133,700 mundialmente, se tornando a maior bilheteria para um filme zumbi do gênero de comédia.

## Premiações
- Golden Schmoes
  - Melhor Filme de Terror do Ano
  - Cena mais memorável do Ano
    - Participação de Bill Murray

- Sitges Film Festival
  - Prêmio do Público
    - Ruben Fleischer

- Scream Awards
  - Melhor Fime de Terror
  - Melhor Conjunto
    - Abigail Breslin
    - Jesse Eisenberg
    - Woody Harrelson
    - Amber Heard
    - Bill Murray
    - Emma Stone

## Sequência
Devido ao sucesso do filme, os roteiristas Rhett Reese e Paul Wernick planejaram uma possível sequência, com mais ideias que eles querem explorar.
Woody Harrelson e Jesse Eisenberg confirmaram em fevereiro de 2010 o seu regresso para o segundo filme da série, e Fleischer disse que ele estava trabalhando no roteiro e os criadores já começaram a procurar outra "super estrela" para fazer uma participação especial, como a de Bill Murray nesse filme. Em 13 de abril de 2016 foi confirmado durante o CinemaCon que Zumbilândia teria uma sequência e teve também o seu logo revelado. Em agosto de 2016, Reese e Wernick confirmaram que estavam trabalhando em Zumbilândia 2 e se encontrando com Woody Harrelson para discutir o filme, enquanto afirmavam que "todo o elenco está muito animado".
A sequência Zombieland: Double Tap foi lançado nos Estados Unidos em 18 de outubro de 2019 pela Sony Pictures Releasing, contando com o elenco original.